# Fiscalização eletrônica

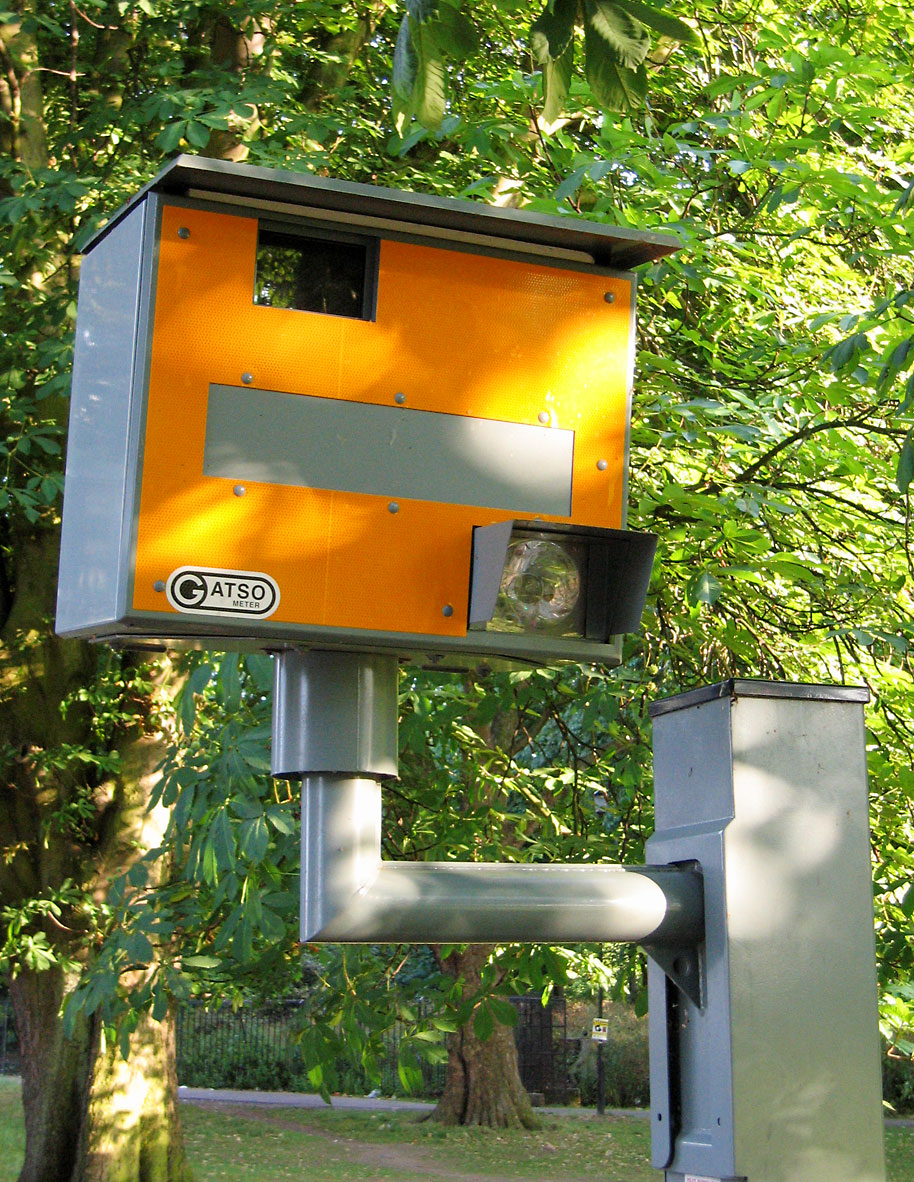
Um radar de velocidade Gatso. A lente da câmera é visível na parte superior esquerda, enquanto o flash grande, usado para iluminar placas de número e linhas de calibração na estrada ao tirar fotos, é visível na parte inferior direita

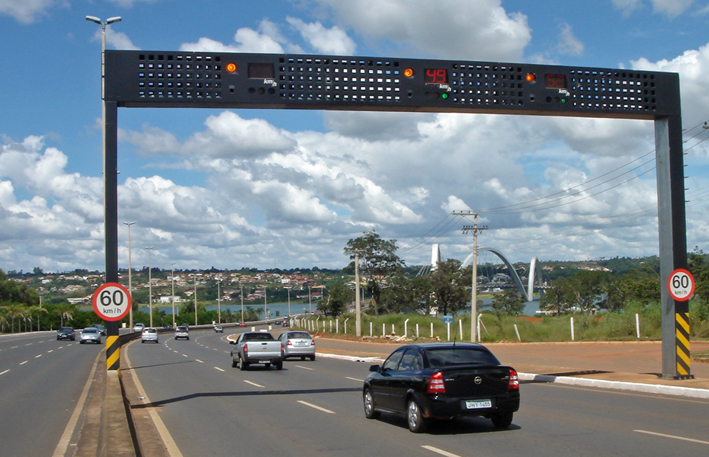
Pórtico automático de fiscalização de velocidade ou "lombada eletrônica" com sensores de solo em Brasília, DF

Fiscalização eletrônica ou fiscalização eletrônica de trânsito é uma ferramenta para promover a segurança no trânsito e controlar o cumprimento das normas de trânsito, demarcada por elementos físicos ou virtuais e geralmente visíveis ao condutor por meio de sinalização indicativa. Os equipamentos de fiscalização eletrônica detectam e registram infrações de trânsito, incluindo avanço de sinal, uso indevido de faixa exclusiva de ônibus, excesso de velocidade, evasão de pedágio e circulação em área de congestionamento.
Uma análise mundial de estudos constatou que os radares de velocidade levaram a uma redução de "11% a 44% nos acidentes fatais e com ferimentos graves". O Departamento de Transportes do Reino Unido estimou que os radares levaram a uma redução de 22% nas colisões com feridos pessoais e 42% menos pessoas mortas ou gravemente feridas nos locais onde há radares. O British Medical Journal relatou que os radares de velocidade foram eficazes na redução de acidentes e ferimentos em suas proximidades e recomendou uma implantação mais ampla. Um estudo da LSE em 2017 constatou que "adicionar mais 1.000 radares às estradas britânicas poderia salvar até 190 vidas anualmente, reduzir até 1.130 colisões e mitigar 330 ferimentos graves". Pesquisas indicam que a fiscalização automatizada de trânsito reduz os preconceitos associados às abordagens policiais. No Brasil, o Departamento Nacional de Infraestrutura de Transportes (DNIT) atribuiu ao Plano Nacional de Controle Eletrônico de Velocidade (PNCV) a redução de 30,6% dos acidentes e de 20,8% dos acidentes fatais nas vias federais sob sua jurisdição de 2010 a 2015.
Os sistemas mais recentes de reconhecimento automático de placas (ANPR) podem ser usados para a detecção de velocidades médias e suscitam preocupações quanto à perda de privacidade e à possibilidade de os governos estabelecerem vigilância em massa dos movimentos dos veículos e, portanto, por associação, também dos movimentos do proprietário do veículo. Os proprietários de veículos geralmente são obrigados por lei a identificar o motorista do veículo e um caso foi levado à Corte Europeia de Direitos Humanos, que concluiu que os direitos humanos não estavam sendo violados. Alguns grupos, como a União Americana pelas Liberdades Civis, nos EUA, afirmam que "o uso comum de armadilhas de velocidade como fonte de receita também prejudica a legitimidade dos esforços de segurança".

## Tipos

### Fiscalização de velocidade

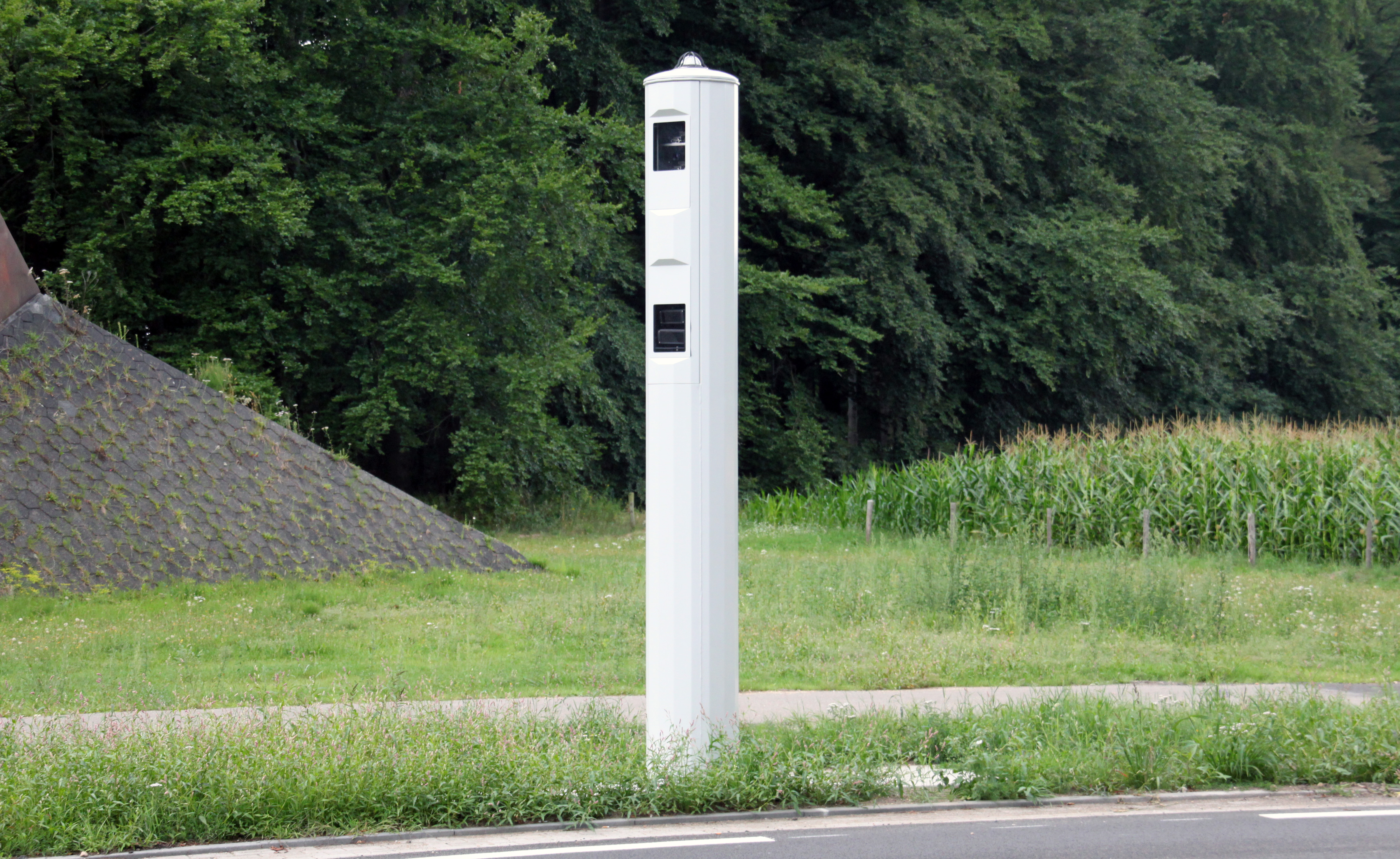
Radar de velocidade em Arnhem, Holanda

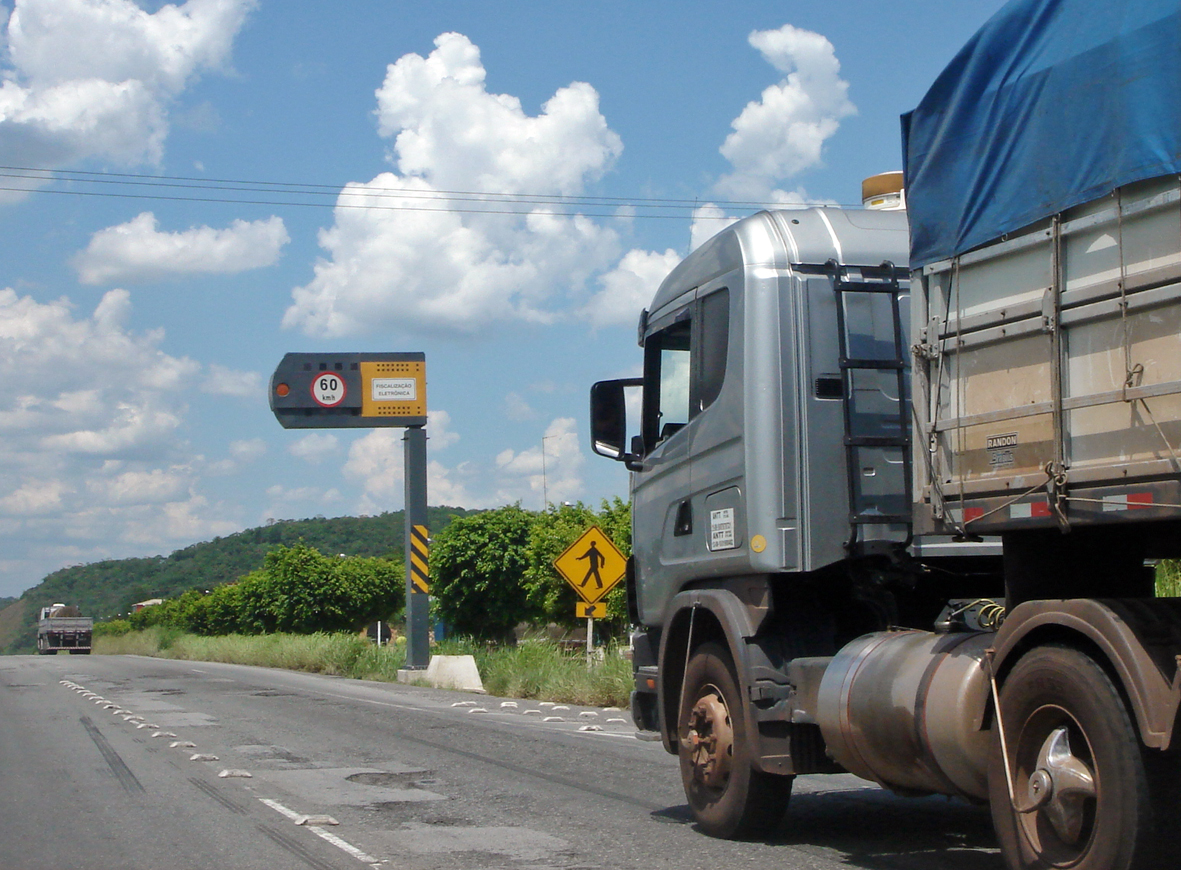
Radar de velocidade em Santa Catarina

Os radares de velocidade são usados para monitorar o cumprimento dos limites de velocidade, que podem usar radar Doppler, LiDAR, visão estéreo ou reconhecimento automático de placas. Outros sistemas de fiscalização de velocidade que não são baseados em câmeras também são usados.
Sistemas de radares fixos ou móveis que medem o tempo gasto por um veículo para viajar entre dois ou mais locais razoavelmente distantes (de algumas centenas de metros a algumas centenas de quilômetros de distância) são chamados de radares de velocidade média. Esses radares cronometram os veículos em uma distância fixa conhecida e depois calculam a velocidade média do veículo durante o trajeto. Um estudo holandês revelou que radares de velocidade média contribuem para a redução de acidentes em 30%.
Atualmente, existem radares de velocidade média em teste no Brasil, no entanto, não são expedidas multas por falta de regulamentação.

### Fiscalização semafórica

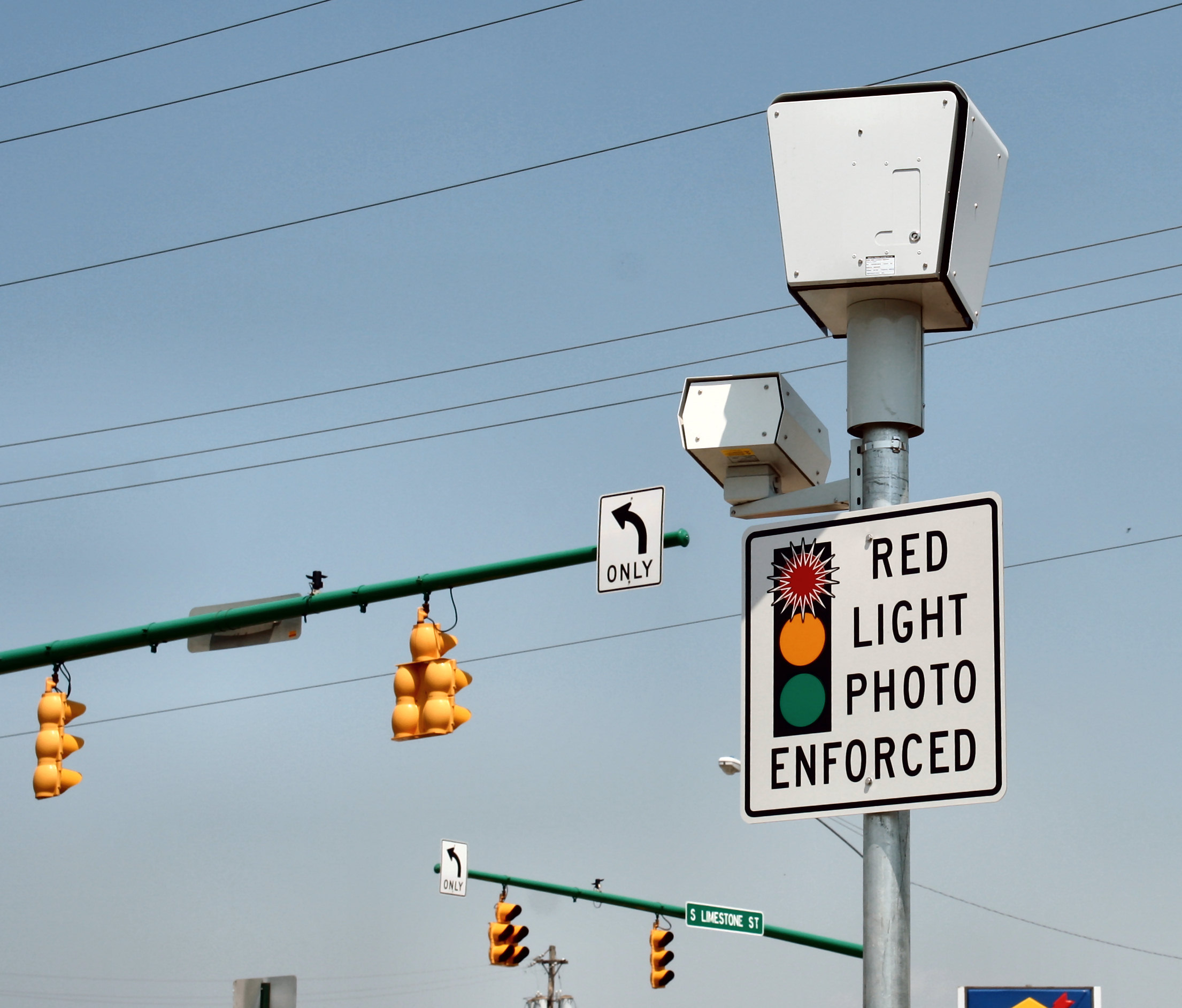
Radar semafórico Redflex em Springfield, Ohio, Estados Unidos

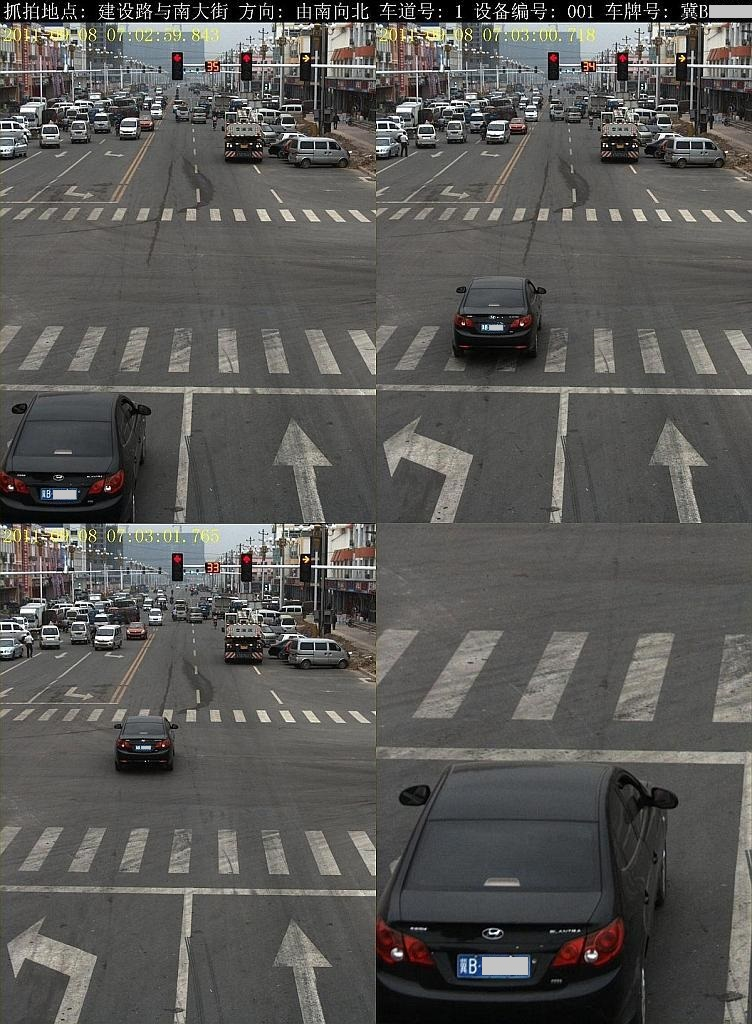
Registro de avanço de sinal por radar semafórico no condado de Luannan, China

Um radar semafórico ou câmera de avanço de sinal é um sistema que captura uma imagem de um veículo que passa por um sinal vermelho. O sistema monitora continuamente o sinal de trânsito e é acionado por qualquer veículo que avance após um tempo especificado.
Tais sistemas também podem ser utilizados para capturar infratores que utilizem o telefone celular enquanto dirigem.

### Fiscalização dos corredores de ônibus

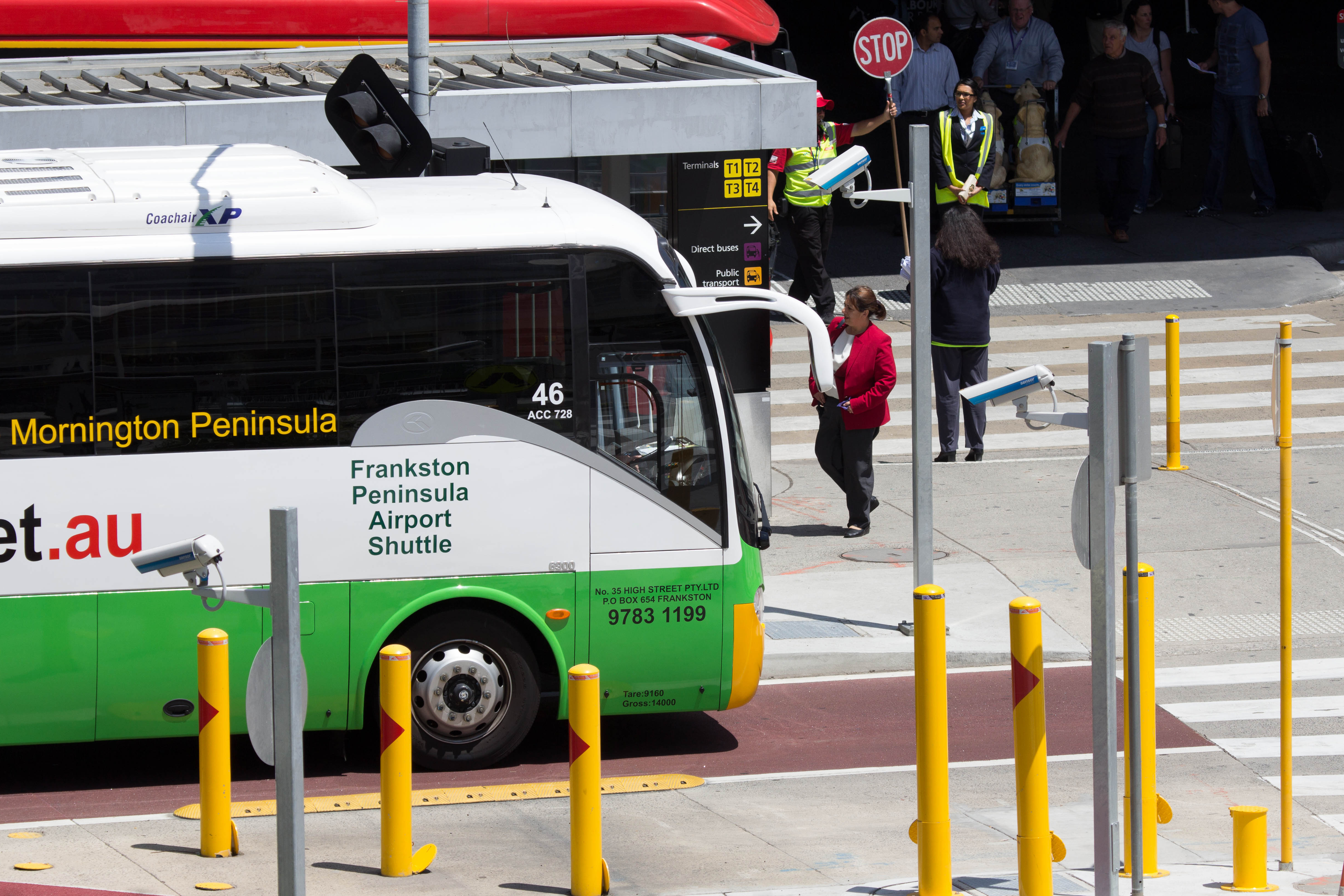
O Aeroporto de Melbourne foi o primeiro aeroporto australiano a usar a tecnologia de leitura de placas para cobrar dos ônibus pelo acesso às faixas exclusivas

Alguns radares de fiscalização de faixas de ônibus usam um sensor na via, que aciona uma câmera de reconhecimento de placas, que compara a placa de registro do veículo com uma lista de veículos aprovados e grava imagens de outros veículos. Outros sistemas usam uma câmera montada no ônibus, por exemplo, em Londres, onde eles monitoram as "rotas vermelhas" nos quais não é permitido parar para qualquer finalidade (exceto táxis e portadores de permissão de estacionamento para deficientes).
Em fevereiro de 2009, a cidade de Nova York anunciou o teste de aplicação de câmeras nos corredores de ônibus na 34th Street, em Midtown Manhattan, onde táxis que usassem ilegalmente os corredores de ônibus enfrentariam uma multa de US$ 150, determinada pela New York City Taxi and Limousine Commission.
Em outubro de 2013, o Aeroporto de Melbourne em Melbourne (Austrália), introduziu sete câmeras de reconhecimento automático de placas (ANPR) para monitorar as faixas de ônibus. As câmeras determinam o tempo de permanência e fornecem alertas para veículos não registrados ou preocupantes por meio de alertas.

### Fiscalização de placas de pare
Em 2007, a Mountains Recreation and Conservation Authority (MRCA), na Califórnia, instalou as primeiras câmeras de sinalização de parada nos Estados Unidos. As câmeras estão localizadas em parques estaduais como o Franklin Canyon Park e o Temescal Gateway Park. A multa listada na infração é de US$ 100. Em 2010, foi movida uma ação coletiva contra a MRCA.

### Fiscalização de poluição sonora ("radar de ruído")
Sistemas de fiscalização de ruído são usados para monitorar e fazer cumprir os limites locais ou nacionais de ruído de veículos.
As câmeras de ruído seguem a mesma construção básica: um microfone conectado a uma câmera de vídeo ANPR, montada em um local fixo ou em um tripé móvel. A câmera ANPR é acionada quando o microfone detecta um veículo passando emitindo um sinal sonoro acima de um limite de decibéis predefinido, capturando o registro do veículo e dando à polícia ou ao governo local o recurso para advertir, multar ou processar o proprietário registrado. Estas câmeras foram concebidas para responder a reclamações em massa sobre o ruído dos veículos (em 2020, a cidade de Nova Iorque registou mais de 99.000 reclamações sobre ruído especificamente relacionadas com veículos).
Testes de radares de ruído foram realizados em cidades do mundo todo. Em Taipei, as multas variam de US$ 65 a US$ 130, com multas adicionais para escapamentos modificados ilegalmente de até US$ 1.000. O radar de ruído obteve 90% de aprovação dos eleitores; o governo nacional então destinou US$ 4 milhões para construir uma rede nacional de radares de ruído, incluindo radares móveis.
Em 2020, o Departamento de Transportes do Reino Unido publicou um estudo de viabilidade encomendado a uma joint venture entre as consultoras de engenharia Atkins e Jacobs. A configuração da câmera de ruído Atkins/Jacobs não conseguiu obter leituras de som consistentes de carros viajando com menos de dez segundos de diferença de outros veículos. Esta câmera era uma unidade de teste que não foi implantada desde então. Resultados semelhantes foram encontrados em um estudo realizado em Edmonton, Canadá, em 2018. O governo local citou deficiências técnicas na configuração do julgamento para explicar o gasto de US$ 192.000 em câmeras de ruído que recuperaram US$ 98.000 em multas.
Atualmente, existem radares de ruído em teste no Brasil, no entanto, não são expedidas multas por falta de regulamentação.

### Sistemas de reconhecimento de placas

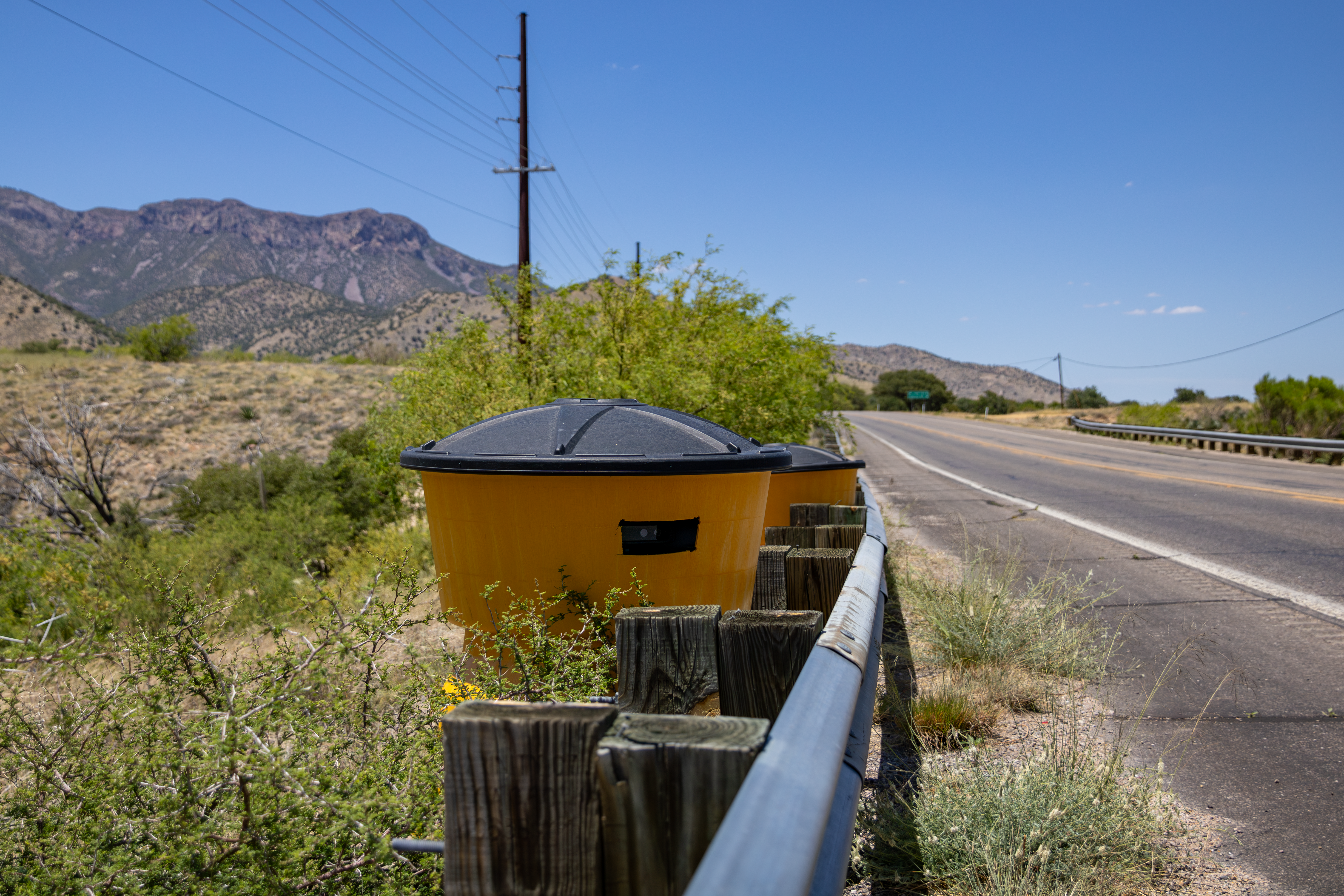
Sistema de reconhecimento automático de placas disfarçado de atenuador de impacto em Cochise, Arizona, Estados Unidos.

O reconhecimento automático de placas pode ser utilizado para fins não relacionados com a aplicação das regras de trânsito.
O primeiro sistema de reconhecimento automático de placas do mundo, SAFE-T-CAM, foi desenvolvido na Austrália para a Autoridade de Estradas e Tráfego (RTA) pela Telstra como contratante principal e pela ICONIX e CSIRO como subcontratadas em 1991. No sistema SAFE-T-CAM da Austrália, a tecnologia ANPR é usada para monitorar motoristas de caminhão para detectar a evasão dos períodos de descanso legalmente prescritos.
O sistema ANPR da polícia do Reino Unido registra todos os veículos que passam por pontos específicos na rede rodoviária nacional, permitindo às autoridades monitorizar o movimento de veículos e indivíduos em todo o país.
No Reino Unido, o aposentado John Catt, de 80 anos, e sua filha Linda foram parados pela Polícia da Cidade de Londres enquanto dirigiam em Londres em 2005. Eles tiveram seu veículo revistado de acordo com a seção 44 da Lei de Terrorismo de 2000 e foram ameaçados de prisão caso se recusassem a responder perguntas. Após reclamarem formalmente, descobriu-se que eles foram parados quando seu carro foi flagrado e sinalizado pelo sistema ANPR depois de serem avistados perto das manifestações da EDO MBM [en] em Brighton. Críticos dizem que os Catts não eram suspeitos de nenhum crime, no entanto, o sistema ANPR da polícia fez com que fossem alvos devido à sua associação.

### Câmera multiuso
Em 2011, uma câmera de fiscalização inteligente multiuso foi testada na Finlândia. Esta câmera pode verificar a velocidade de condução, o uso do cinto de segurança pelo motorista, a distância entre os carros, o seguro e o pagamento de impostos. Outras câmeras multifuncionais podem verificar veículos que passam por passagem de nível.
Em 2016, a Autoridade de Desenvolvimento Metropolitano de Manila (MMDA) implementou a Política de Apreensão Sem Contato na apreensão de infrações de trânsito, como desrespeito aos sinais de controle de tráfego e outras infrações por meio de sua câmera de circuito fechado de televisão ou outra câmera digital e/ou outras tecnologias. Posteriormente, foi adaptado por outras unidades do governo local da região metropolitana de Manila, como Manila, Parañaque, Quezon City, Valenzuela, San Juan, Muntinlupa e Marikina, e também em províncias LGUs como Cauayan em Isabela e toda a província de Bataan.

### Outros tipos
- Câmeras de 'congestionamento' para detectar veículos dentro da área de cobrança que não pagaram a 'taxa apropriada de congestionamento';
- Câmeras de faixa de veículos com alta ocupação (HOV) para identificar veículos que violam os requisitos de ocupação;[54]

- Câmeras de passagem de nível para identificar veículos cruzando ferrovias em nível;
- Câmeras de poluição sonora que registram evidências de veículos pesados que violam as normas de ruído ao usar freios-motor com liberação de compressão;
- Câmeras de estacionamento que emitem multas para veículos estacionados ilegalmente ou que não foram retirados de uma rua nos horários indicados;[55]
- Câmeras de pedágio para identificar veículos que passam por uma cabine de pedágio sem pagar o pedágio;
- Câmeras em cruzamentos onde conversões específicas são proibidas no sinal vermelho;
- Os sistemas de reconhecimento automático de matrículas podem ser utilizados para múltiplos fins, incluindo a identificação de veículos não tributados e não segurados, carros roubados e, potencialmente, vigilância em massa de motoristas;[56]
- Câmeras de faixa de ônibus que detectam veículos que não deveriam estar na faixa de ônibus. Eles podem ser montados nos próprios ônibus, bem como nas estradas.[57]

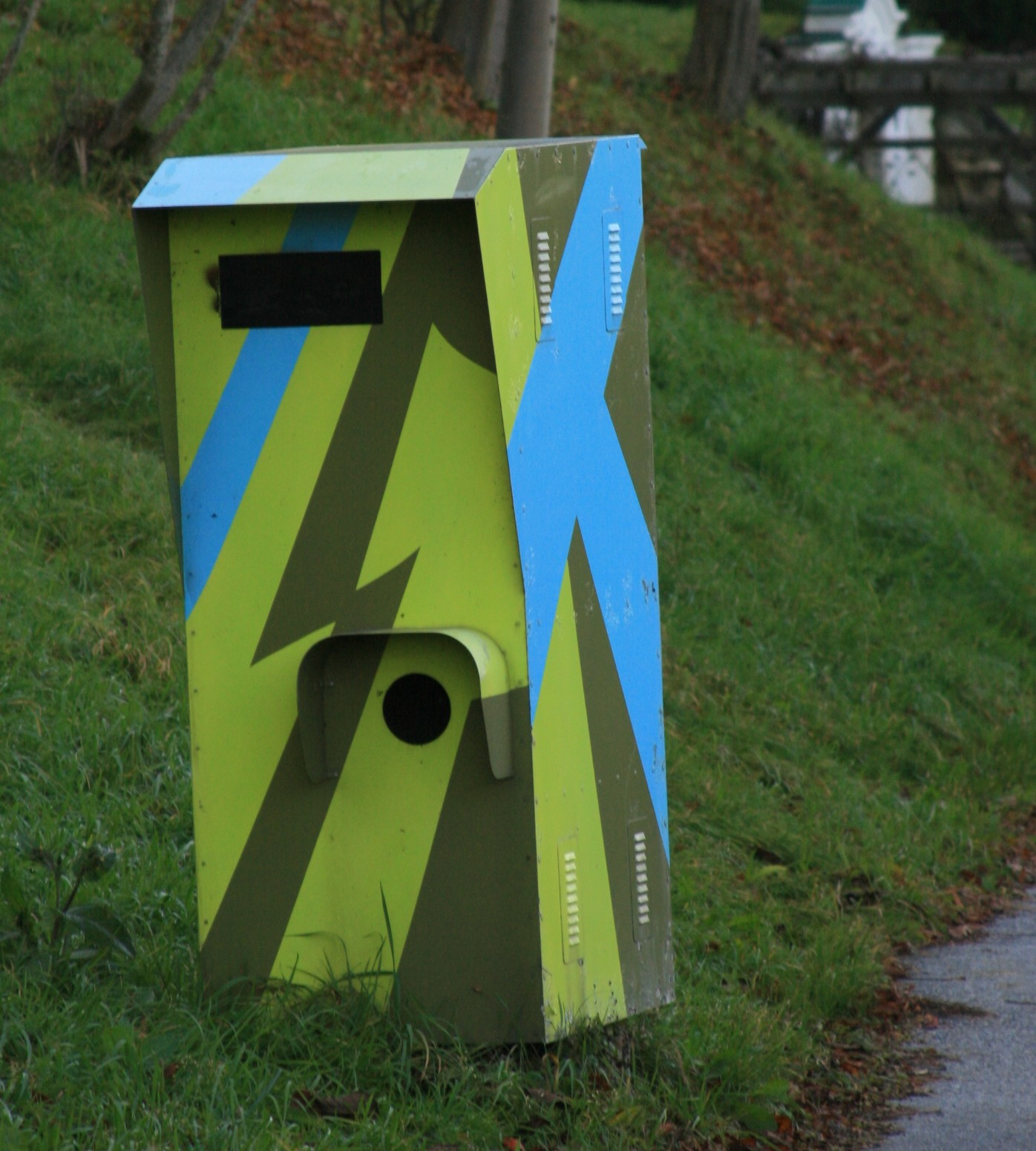
Radar de velocidade camuflada como um projeto de arte em Loipersdorf, Áustria

Os sistemas de câmeras fixas podem ser alojados em caixas, montados em postes ao lado da estrada ou fixados em pórticos sobre a estrada, viadutos ou pontes. As câmeras podem ser escondidas, por exemplo, em latas de lixo.

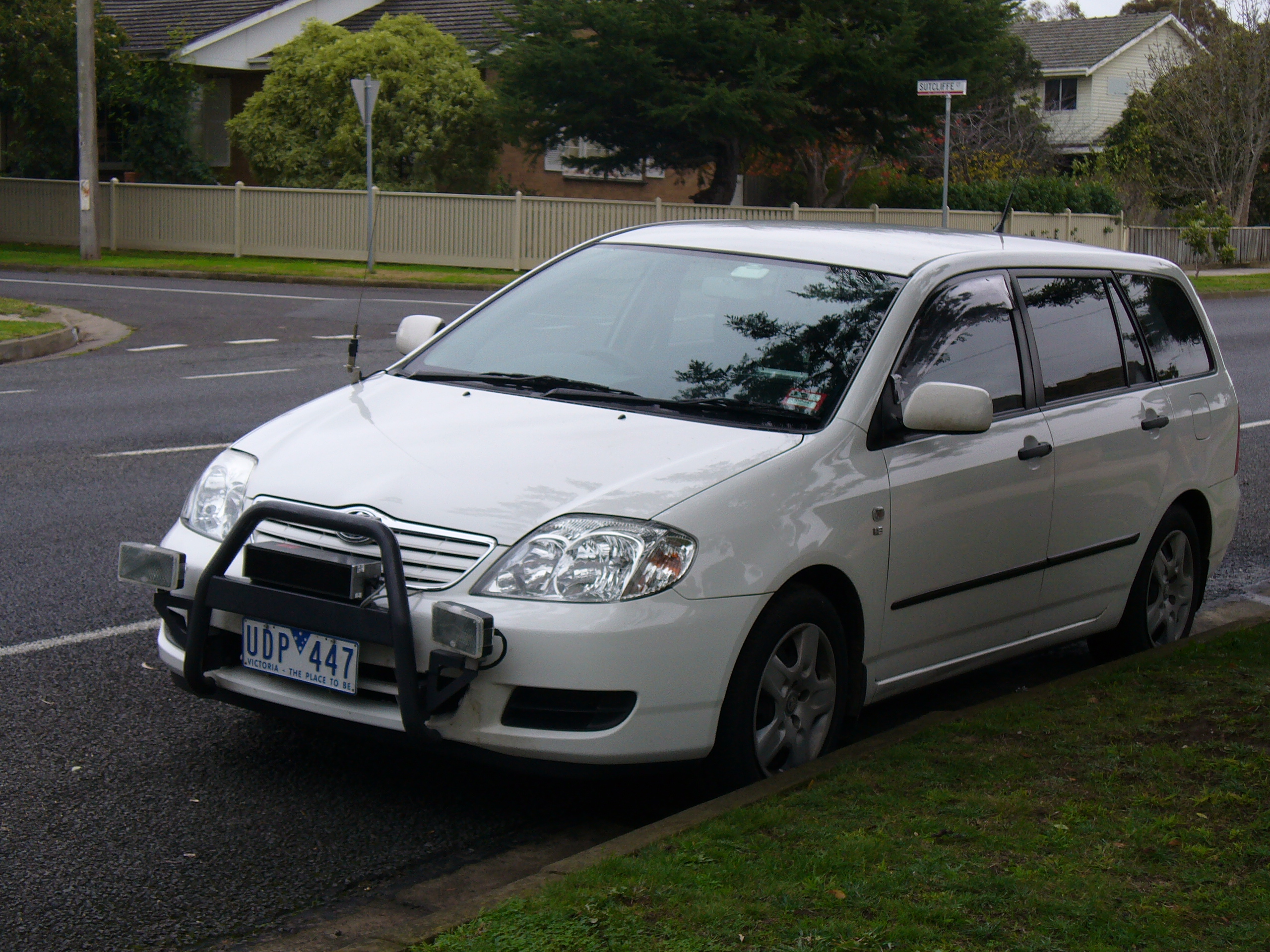
Câmera de velocidade móvel Gatso, usada em Victoria, Austrália. A câmera é montada no painel do lado do passageiro, enquanto a caixa preta na frente é a unidade de radar.

Os radares móveis podem ser portáteis, montados em tripés ou em veículos. Em sistemas montados em veículos, o equipamento de detecção e as câmeras podem ser montados no próprio veículo ou simplesmente montados em um tripé dentro do veículo e implantados para fora de uma janela ou porta. Se a câmera estiver fixada no veículo, o veículo de fiscalização não precisa necessariamente ficar parado e pode ser movido a favor ou contra o fluxo do tráfego. No último caso, dependendo da direção da viagem, a velocidade relativa do veículo alvo é adicionada ou subtraída da velocidade do próprio veículo de fiscalização para obter sua velocidade real.
Alguns sistemas de reconhecimento de placas também podem ser usados em veículos.

## Eficácia
Além das questões de legalidade em alguns países e estados e, às vezes, da oposição, a eficácia dos radares de velocidade está muito bem documentada. O professor Stephen Glaister observa: "O que [os estudos fizeram] foi mostrar que, nos locais onde há radares, as velocidades foram reduzidas e que, como resultado, as colisões que resultaram em ferimentos diminuíram. O governo afirmou que a decisão sobre o financiamento dos radares de velocidade deve ser tomada em nível local. Com a atual pressão sobre os fundos públicos, haverá - na verdade, já há - quem diga que o pouco dinheiro existente pode ser mais bem gasto. [No entanto, os dispositivos já existem; eles demonstram uma boa relação custo-benefício, mas não geram receitas significativas para o Tesouro; eles comprovadamente salvam vidas; e, apesar das manchetes, a maioria das pessoas aceita a necessidade deles. Os radares de velocidade nunca devem ser a única arma no arsenal de segurança viária, mas também não devem estar ausentes da batalha".
A Cochrane Review de 2010 sobre radares de velocidade para a prevenção de lesões e mortes no trânsito relatou que todos os 28 estudos aceitos pelos autores constataram que o efeito dos radares de velocidade é uma redução em todos os acidentes, acidentes com feridos e acidentes com morte ou feridos graves. "Vinte e oito estudos mediram o efeito sobre os acidentes. Todos os 28 estudos constataram um número menor de acidentes nas áreas com radares de velocidade após a implementação do programa. Nas proximidades dos locais com radares, as reduções variaram de 8% a 49% para todos os acidentes, com reduções na maioria dos estudos na faixa de 14% a 25%. Para acidentes com feridos, a redução variou entre 8% e 50% e, para acidentes que resultaram em mortes ou ferimentos graves, as reduções foram de 11% a 44%. Os efeitos em áreas mais amplas mostraram reduções para todos os acidentes que variaram de 9% a 35%, com a maioria dos estudos relatando reduções na faixa de 11% a 27%. Para os acidentes que resultaram em morte ou ferimentos graves, as reduções variaram de 17% a 58%, sendo que a maioria dos estudos relatou esse resultado na faixa de 30% a 40% de redução. Os estudos de maior duração mostraram que essas tendências positivas foram mantidas ou melhoraram com o tempo. No entanto, os autores admitiram que a magnitude do benefício dos radares de velocidade "não pode ser deduzida atualmente" devido a limitações no rigor metodológico de muitos dos 28 estudos citados e recomendaram que "são necessários mais estudos de natureza cientificamente rigorosa e homogênea para responder à magnitude do efeito".
O relatório de 2010, "The Effectiveness of Speed Cameras A review of evidence", de Richard Allsop conclui: "Os resultados dessa análise para a RAC Foundation, embora tenham sido obtidos de forma independente, são essencialmente consistentes com as conclusões da Cochrane Review. Elas também são amplamente consistentes com as conclusões de uma meta-análise relatada no respeitado Handbook of Road Safety Measures, de 16 estudos, não incluindo o relatório de avaliação de quatro anos, sobre os efeitos dos radares fixos no número de colisões e acidentes."
Embora os artigos mostrem a eficácia dos radares, também há um lado controverso. Alguns estados, incluindo Minnesota, não usam radares de trânsito para multas, enquanto outros estados vizinhos, como Iowa, usam. Isto mostra que os radares não são utilizados da mesma forma em todas as jurisdições, tornando-as, portanto, menos eficazes.

### Reino Unido
Em 2001, o Nottingham Safety Camera Pilot atingiu "conformidade praticamente total" no principal anel viário da cidade usando radares de velocidade média, em todas as instalações SPECS de Nottinghamshire, os números de KSI (mortos/feridos graves) caíram em média 65%.
Em 2003, o British Medical Journal relatou que os radares eram eficazes na redução de acidentes e ferimentos e recomendou uma implementação mais ampla. Em fevereiro de 2005, o British Medical Journal voltou a relatar que os radares de velocidade eram uma intervenção eficaz na redução de colisões de trânsito e acidentes relacionados, observando, no entanto, que a maioria dos estudos até o momento não tinha grupos de controle satisfatórios. Em 2003, o Inspetor-Chefe Interino de patrulhas motorizadas da Polícia de Northumbria sugeriu que os radares não reduziam os acidentes, mas aumentavam a receita – uma declaração oficial da força policial reafirmou posteriormente que os radares de velocidade reduzem os acidentes.
Em dezembro de 2005, o Departamento de Transportes publicou um relatório de quatro anos sobre as Parcerias de Radares de Segurança que concluiu que houve uma redução de 22% nas colisões com feridos e 42% menos pessoas mortas ou gravemente feridas após a instalação dos radares. O Times relatou que essa pesquisa mostrou que o departamento havia exagerado anteriormente os benefícios de segurança dos radares de velocidade, mas que os resultados ainda eram "impressionantes".
Um relatório publicado pela RAC Foundation em 2010 estimou que mais 800 pessoas por ano poderiam morrer ou ficar gravemente feridas nas estradas do Reino Unido se todos os radares de velocidade fossem eliminados. Um inquérito realizado pela The Automobile Association em maio de 2010 indicou que os radares de velocidade eram apoiados por 75% dos seus membros.
A cidade de Swindon abandonou o uso de radares fixos em 2009, questionando sua eficácia em termos de custo, com os radares sendo substituídos por sinais de aviso ativados por veículos e fiscalização pela polícia usando radares móveis: nos nove meses seguintes à desativação, houve uma pequena redução nas taxas de acidentes, que haviam mudado ligeiramente em períodos semelhantes antes e depois da desativação (antes: 1 fatal, 1 grave e 13 acidentes leves. Depois: nenhuma fatalidade, 2 graves e 12 leves). O jornalista George Monbiot afirmou que os resultados não eram estatisticamente significativos, destacando descobertas anteriores em toda a região de Wiltshire, de que houve uma redução de 33% no número de pessoas mortas e gravemente feridas em geral e uma redução de 68% nos locais com radares durante os três anos anteriores. Em 2012, a cidade teve a menor taxa de acidentes por 1.000 veículos registrados: um resultado atribuído pelo Local Authority Member for Council Transformation, Transport and Strategic Planning à remoção de radares de velocidade e ao consequente financiamento adicional para a segurança rodoviária, juntamente com uma estreita colaboração com a polícia.
Na Escócia, a introdução de radares de velocidade média reduziu significativamente o excesso de velocidade na A9 e na A96.

### Estados Unidos
De acordo com o estudo de 2003 do National Cooperative Highway Research Program (NCHRP) sobre o avanço de sinal vermelho (RLR), "A aplicação automatizada de RLR pode ser uma medida de segurança eficaz... [A] partir das descobertas de vários estudos, parece que, em geral, as câmeras RLR podem provocar uma redução nos acidentes mais severos com, na pior das hipóteses, um ligeiro aumento nos acidentes menos severos. No entanto, observou-se que "não há evidências empíricas suficientes baseadas em procedimentos adequados de projeto experimental para afirmar isso de forma conclusiva".
Um estudo realizado no Alabama e publicado em 2016 revela que as "Câmeras de Semáforo Vermelho" (RLCs) parecem ter um ligeiro impacto no tempo perdido na passagem; os cruzamentos equipados com RLCs têm meio segundo a menos de uso em comparação com aqueles sem radares; e o manual de capacidade das rodovias estima um tempo perdido menor e, portanto, pode superestimar a capacidade do cruzamento.
Um estudo de 2024 constatou que a fiscalização automatizada do trânsito por meio de radares de velocidade levou a uma fiscalização mais equitativa das regras de excesso de velocidade do que as abordagens policiais. As abordagens tinham uma probabilidade substancialmente maior de visar condutores negros do que os radares automatizados.

## Controvérsia

### Questões legais
Várias questões legais surgem a partir dessas câmeras e as leis envolvidas em como as câmeras podem ser colocadas e quais evidências são necessárias para processar um motorista variam consideravelmente em diferentes sistemas jurídicos.
Uma questão é o potencial conflito de interesses quando empresas privadas recebem uma comissão com base no número de multas que conseguem emitir. Imagens dos sistemas de câmeras semafóricas de San Diego foram consideradas inadmissíveis como prova judicial em setembro de 2001. O juiz afirmou que a “total falta de supervisão” e o “método de compensação” tornaram as provas das câmeras “tão indignas de confiança que não deveriam ser admitidas”.
Alguns estados dos Estados Unidos e províncias do Canadá, como Alberta, operam com "responsabilidade do proprietário", onde é o proprietário registrado do veículo que é legalmente responsável por pagar todas essas multas, independentemente de quem estava dirigindo o veículo no momento da infração, embora isentem o proprietário de responsabilidade ao identificar o real condutor e essa pessoa pague a multa, e, na maioria dessas jurisdições, as condenações por tais infrações de trânsito não resultam em consequências adicionais para os motoristas ou proprietários (como pontos de demérito) além da consideração financeira imediata da multa. Nessas jurisdições, as empresas proprietárias de veículos (como locadoras de veículos) quase invariavelmente exigem que os motoristas autorizados concordem por escrito em assumir a responsabilidade financeira por todas essas multas.
Em alguns estados dos Estados Unidos, incluindo a Califórnia, as câmeras são configuradas para obter uma foto do rosto do motorista. Isso foi feito porque nesses estados as multas por radar semafórico são violações criminais, e as acusações criminais sempre devem nomear o verdadeiro infrator. Na Califórnia, essa necessidade de identificar o verdadeiro infrator levou à criação de uma ferramenta de investigação exclusiva, a “multa” falsa. No Arizona e na Virgínia, multas emitidas por radares não podem ser aplicadas porque não há penalidade por ignorá-las. No entanto, o reconhecimento do recebimento de tal infração a torna válida e, portanto, executável. Muitos estados proibiram o uso de radar de fiscalização de trânsito.
Em abril de 2000, dois motoristas que foram pegos em excesso de velocidade no Reino Unido contestaram a Lei do Trânsito Rodoviário de 1988, que exigia que o proprietário de um automóvel identificasse o condutor num determinado momento, por estar em contradição com a Lei dos Direitos Humanos de 1998, alegando que isso equivalia a uma "confissão compulsória", e também porque as parcerias de radares incluíam a polícia, as autoridades locais, o Serviço de Tribunais de Magistrados (MCS) e o Serviço de Ministério Público (CPS), que tinham interesses financeiros nas receitas das multas, não teriam um julgamento justo. O pedido foi inicialmente aceito por um juiz e depois anulado, mas depois foi ouvido pelo Tribunal Europeu de Direitos Humanos e pelo Tribunal de Justiça Europeu. Em 2007, o Tribunal Europeu dos Direitos Humanos concluiu que não houve violação do artigo 6.º ao exigir que os proprietários de carros pegos em excesso de velocidade pelos radares fornecessem o nome do condutor.

### Precisão
Em dezembro de 2012, a Xerox Corporation, empresa contratada para a instalação de radares de velocidade, admitiu que os radares implantados na cidade de Baltimore estavam produzindo leituras de velocidade errôneas e que uma em cada 20 multas emitidas em alguns locais se devia a erros. As multas errôneas incluíam pelo menos uma emitida para um carro completamente parado, fato revelado por um vídeo gravado da suposta violação.
Na cidade de Fort Dodge, Iowa, a Redspeed, empresa contratada para a instalação de radares de velocidade, descobriu um local em que motoristas de ônibus escolares, caminhões de grande porte e veículos semelhantes foram flagrados em excesso de velocidade por unidades móveis e fixas de radares, embora estivessem obedecendo ao limite de velocidade de 25 mph (40 km/h). Os erros ocorreram devido ao que foi descrito como uma "anomalia eletromagnética".
Em janeiro de 2011, Edmonton, Alberta, cancelou todas as 100.000 multas emitidas nos 14 meses anteriores devido a preocupações com a fiabilidade dos radares.
Em agosto de 2010, um motorista suíço em alta velocidade teria evitado vários radares de velocidade de modelos mais antigos, mas foi detectado por um novo modelo, viajando a 300 km/h, resultando na maior multa por excesso de velocidade do mundo até hoje.

### Vigilância

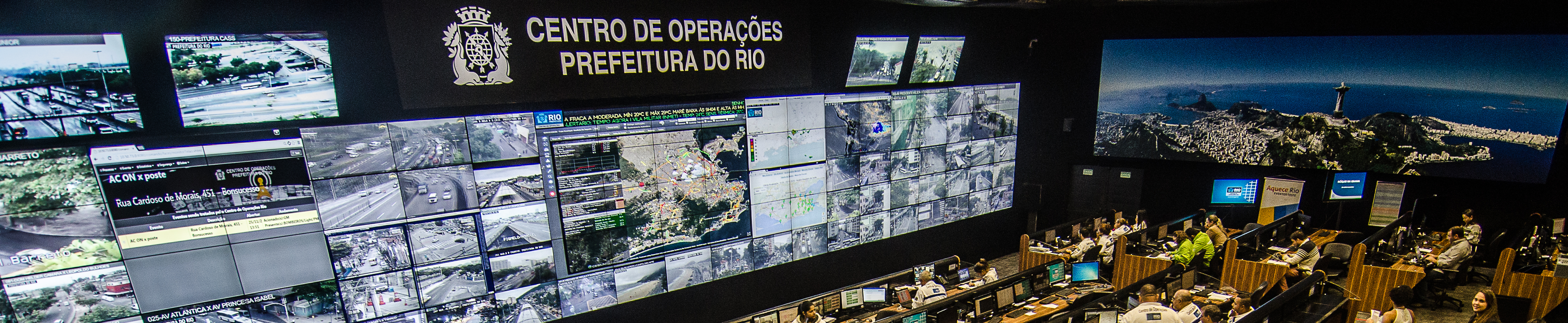
O Centro de Operações Rio da Prefeitura do Rio de Janeiro opera o maior conjunto de telas da América Latina, além do monitoramento e fiscalização do trânsito, é capaz de mapear trajetos de veículos roubados em tempo real.

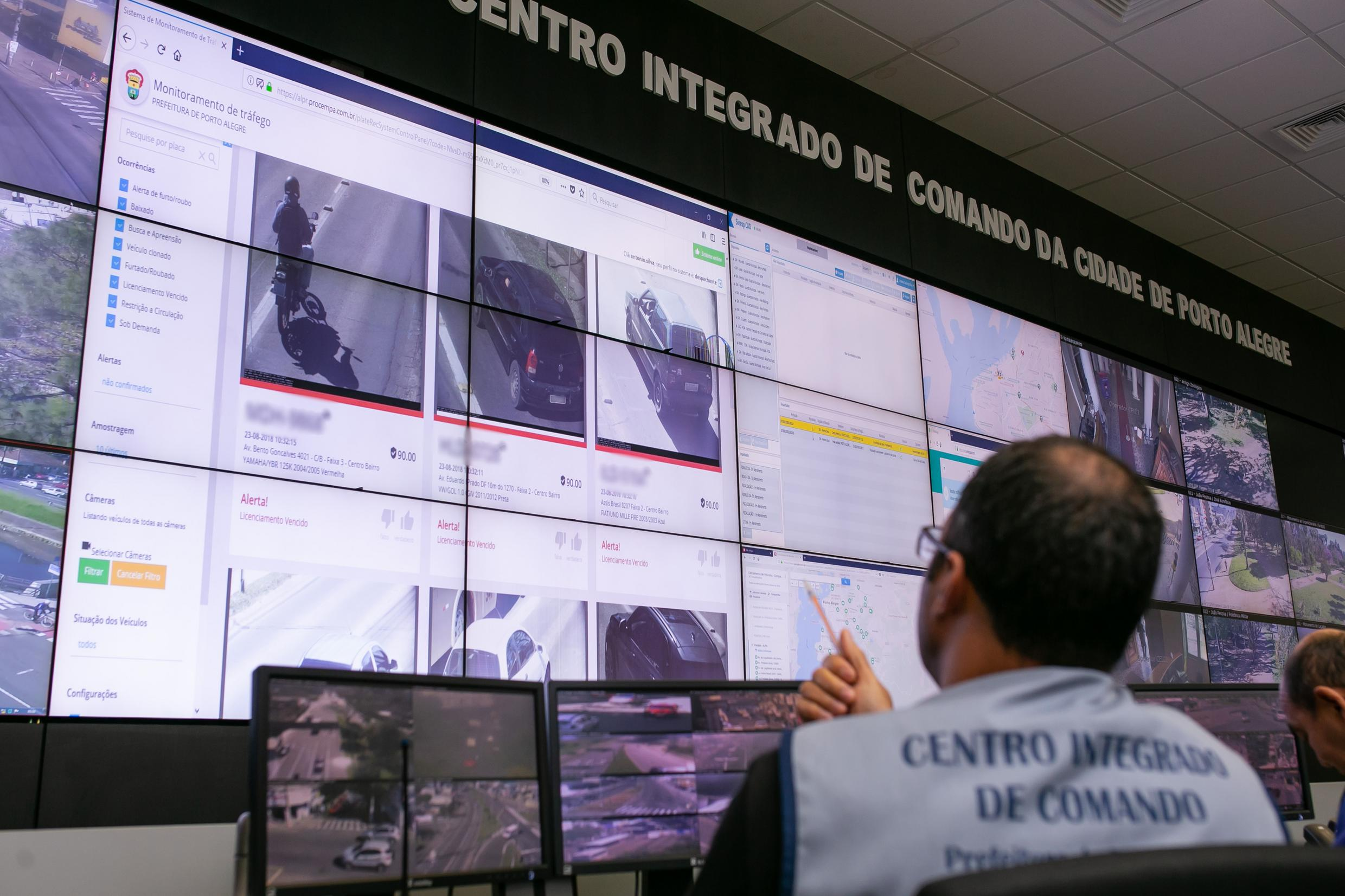
O centro integrado de Porto Alegre monitora todos os veículos que circulam pela cidade.

A polícia e os governos foram acusados de "tácticas do Big Brother" ao monitorar excessivamente as vias públicas e de "angariação de receitas" na utilização de câmeras de forma enganosa para aumentar as receitas do governo em vez de melhorar a segurança rodoviária.
Grupos como a National Highway Traffic Safety Administration (NHTSA) têm incentivado o uso de fiscalização automatizada para ajudar a melhorar a segurança viária em geral e diminuir as taxas de acidentes.
- Uma preocupação com a substituição de abordagens de trânsito presenciais por fiscalização automatizada, onde os motoristas recebem multas pelo correio, é a falta de interação dos policiais durante esses incidentes. Quando um policial para alguém para fazer uma blitz de trânsito, ele pode olhar para o motorista e, por exemplo, ver se ele está embriagado, além de olhar para o próprio carro para ver se uma busca visual pode ser realizada. Quando isso é retirado por uma multa pelo correio, alguém que esteja cometendo um crime não será pego nesse incidente como seria se tivesse sido parado pessoalmente.[103]

### Receita, não segurança
- Em 2010, foi criada uma campanha contra um radar de velocidade numa autoestrada em Poole, Dorse, em uma área de 50 km/h no Reino Unido, que gerou £1,3 milhão em multas todos os anos desde 1999. O pedido inicial de liberdade de informação foi recusado e a informação só foi divulgada após um apelo ao Comissário da Informação.[104][105]
- Em maio de 2010, o novo governo de coligação afirmou que "a guerra de 13 anos do Partido Trabalhista contra os motoristas acabou" e que o novo governo "prometeu eliminar o financiamento público para radares de velocidade".[carece de fontes?] Em julho, Mike Penning, o ministro de segurança viária, reduziu o subsídio de segurança viária para o ano corrente para as autoridades locais de £95 milhões para £57 milhões, dizendo que as autoridades locais haviam confiado demais nos radares de velocidade por muito tempo e que ele estava satisfeito com o fato de alguns conselhos estarem agora se concentrando em outras medidas de segurança viária. Estima-se que, como resultado, o Tesouro esteja agora distribuindo 40 milhões de libras a menos em subsídios para segurança viária do que o arrecadado com multas no ano.[106] Dorset e Essex anunciaram planos para revisar o fornecimento de radares com o objetivo de possivelmente encerrar o esquema em seus condados,[107] no entanto Dorset afirmou firmemente seu apoio ao esquema, embora tenha reduzido as contribuições financeiras de acordo com a redução do subsídio do governo.[108] Sete condados também anunciaram planos para desligar alguns ou todos os seus radares,[107][109][110] em meio a avisos do policial de trânsito mais graduado do país de que isso resultaria em um aumento no número de mortes e ferimentos.[111] Gloucestershire cancelou planos para atualizar os radares e reduziu ou cancelou contratos de manutenção.[112]

### Impopularidade

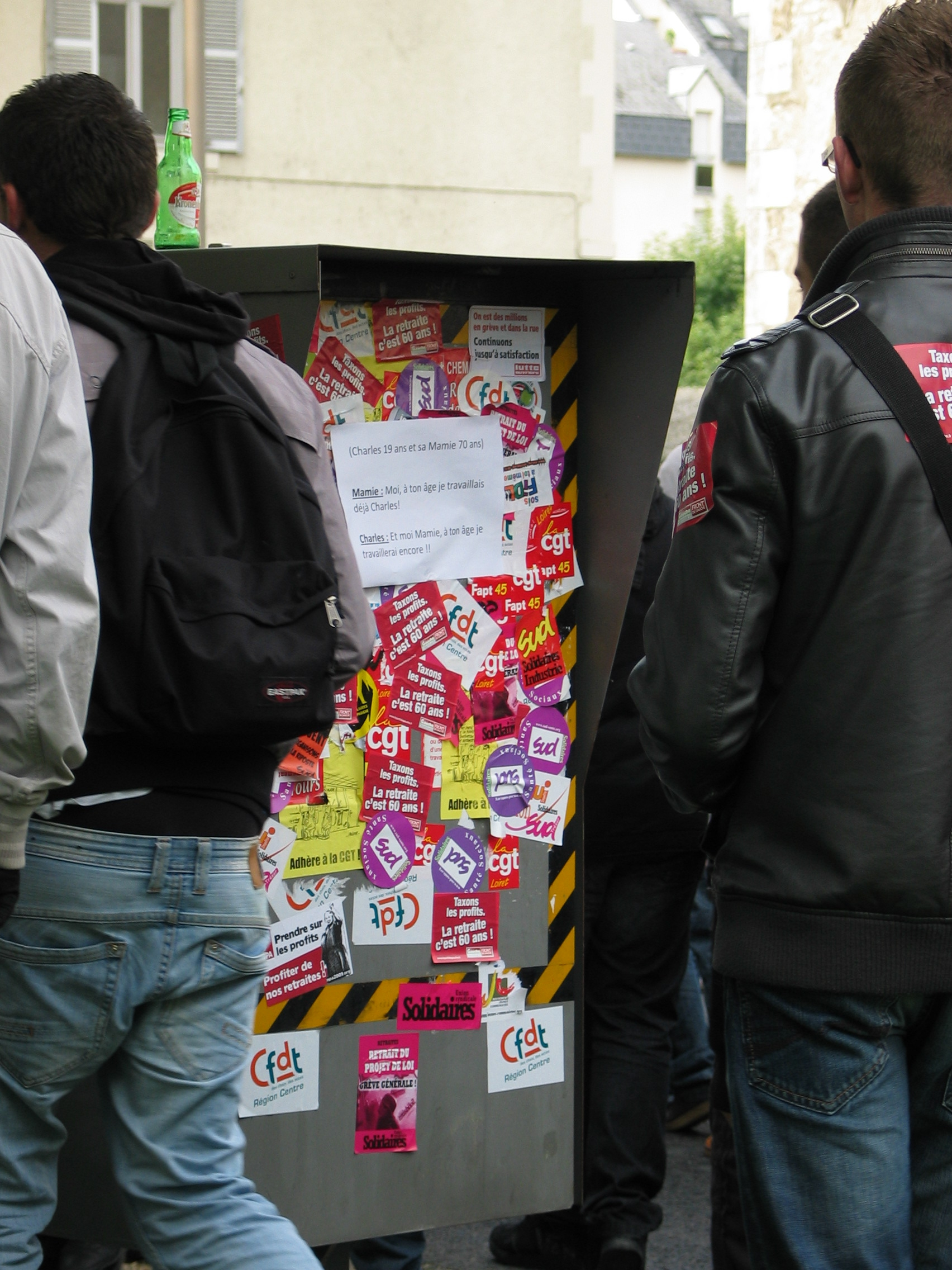
Radar de velocidade coberto de adesivos durante a greve contra a reforma da previdência de 2010, em Orléans, França.

As alegações de apoio popular são contestadas nas eleições nos Estados Unidos, onde as empresas frequentemente processam para manter o assunto fora das urnas, e os radares de fiscalização muitas vezes perdem por uma ampla margem.[carece de fontes?] A aplicação automatizada é contestada por alguns motoristas e organizações automobilísticas como sendo estritamente para gerar receita. Eles também foram rejeitados em alguns lugares por referendo. As sondagens de opinião realizadas na cidade de Nova Iorque, na Colúmbia Britânica, e em Washington, DC revelaram margens significativas de aprovação da fiscalização automática de velocidade.
- Os primeiros sistemas de radares de velocidade nos EUA foram em Friendswood, Texas, em 1986, e em La Marque, Texas, em 1987.[116][117] Nenhum dos dois programas durou mais do que alguns meses antes que a pressão pública os obrigasse a serem abandonados.[118]
- Em 1991, os radares foram rejeitados em um referendo em Peoria, Arizona; os eleitores foram os primeiros a rejeitar os radares por uma margem de 2 a 1.[118]
- Em 1992, os radares foram rejeitados pelos eleitores em referendos em Batavia, Illinois.[119]
- Anchorage, Alasca, rejeitou os radares em um referendo de 1997.[118]
- Em 2002, o estado do Havaí fez experiências com vans que fiscalizavam o limite de velocidade, mas elas foram retiradas meses depois devido ao clamor público.[120]
- Uma pesquisa australiana de 2002 descobriu que "a comunidade geralmente acredita que as intensidades de fiscalização devem permanecer as mesmas ou aumentar", com 40% dos entrevistados dizendo que achavam que o número de radares de velocidade nas estradas deveria ser aumentado, 43% dizendo que achavam que o número deveria permanecer o mesmo e 13% dizendo que achavam que o número deveria ser reduzido.[121]
- Em 2005, a legislatura da Virgínia se recusou a reautorizar sua lei de aplicação de radar semafórico depois que um estudo questionou sua eficácia,[122] apenas para reverter a situação em 2007 e permitir que as câmeras retornassem a qualquer cidade com uma população maior que 10.000 habitantes.[123][124] As multas não são executáveis, pois não há nenhuma penalidade em vigor se elas forem ignoradas.[125]
- Uma análise da literatura de 2007 sobre os benefícios e as barreiras à implementação da fiscalização automatizada de velocidade nos EUA declarou que "Em geral, os resultados das pesquisas [de opinião pública] indicam que a maioria dos entrevistados apoia a fiscalização automatizada. No entanto, as margens de apoio variam muito, de um mínimo de 51% em Washington, D.C. a um máximo de 77% em Scottsdale, Arizona."[126]
- Em 2009, foi iniciada uma petição na cidade de College Station, Texas, que solicitava que todas as câmeras de sinal vermelho fossem desmontadas e removidas de todos os cruzamentos da cidade. Foram coletadas assinaturas suficientes para colocar a medida na cédula eleitoral geral de novembro de 2009. Após uma extensa batalha entre o conselho municipal de College Station e os lados opostos, tanto a favor quanto contra as câmeras, os eleitores votaram para eliminar as câmeras de semáforo vermelho em toda a cidade. No final de novembro, as câmeras foram retiradas.
- Em 4 de maio de 2010, uma portaria autorizando o uso de radares de velocidade na cidade de Sykesville, Maryland, foi submetida a um referendo, no qual 321 dos 529 eleitores (60,4%) votaram contra os radares. O comparecimento a essa votação foi maior do que o número de eleitores na eleição local anterior de Sykesville para prefeito, em que 523 votaram.[127]
- O Arizona decidiu não renovar seu contrato com a Redflex em 2011, após um estudo de suas 76 câmeras fotográficas de fiscalização em todo o estado.[128] Os motivos apresentados incluíam uma receita menor do que a esperada devido à melhoria da conformidade, à aceitação mista do público e aos dados mistos de acidentes.[129]

## História
A ideia dos radares de velocidade remonta ao final do século XIX: o romance de ficção científica de 1894, A Journey in Other Worlds, ambientado no ano 2000, inclui uma descrição de "kodaks instantâneos" usados pela polícia para impor limites de velocidade. Em 1905, a Popular Mechanics relatou uma patente para uma "Câmera de Registro de Tempo para Capturar Motoristas" que permitia ao operador tirar imagens com registro de tempo de um veículo se movendo nos pontos inicial e final de uma seção medida da estrada. Os registros de tempo permitiram calcular a velocidade e a foto permitiu a identificação do motorista.
A empresa holandesa Gatsometer, fundada em 1958 pelo piloto de rali Maurice Gatsonides, produziu o 'Gatsometer'. Gatsonides queria monitorar melhor sua velocidade média em uma pista de corrida e inventou o dispositivo para melhorar seus tempos de volta. Mais tarde, a empresa começou a fornecer esses dispositivos como ferramentas de fiscalização de velocidade para a polícia. Os primeiros sistemas introduzidos no final da década de 1960 usavam câmeras de filme para tirar fotos. A Gatsometer introduziu a primeira câmera semafórica em 1965, o primeiro radar para uso no tráfego rodoviário em 1971 e o primeiro radar móvel de velocidade em 1982;
A partir do final da década de 1990, as câmeras digitais começaram a ser introduzidas. Câmeras digitais podem ser equipadas com uma conexão de rede para transferir imagens para um local de processamento central automaticamente, portanto, elas têm vantagens sobre câmeras de filme em termos de velocidade de emissão de multas, manutenção e monitoramento operacional. No entanto, sistemas baseados em filme podem fornecer qualidade de imagem superior em diversas condições de iluminação encontradas nas estradas e são exigidos por tribunais em algumas jurisdições. Novos sistemas baseados em filme ainda estão sendo vendidos, mas as imagens digitais estão oferecendo maior versatilidade e menor manutenção, sendo mais populares entre as agências de segurança pública.

### No Brasil
O primeiro equipamento de fiscalização eletrônica do Brasil entrou em operação em 1992 no Paraná. Até 1998, ano em que o Código de Trânsito Brasileiro (CTB) entrou o vigor, o país já contava com cerca de 400 lombadas eletrônicas.
Um estudo do IBMEC aponta que, a cada equipamento instalado, são evitados cerca de três óbitos e 34 acidentes por ano. Atualmente, o Brasil conta com mais de 21 mil radares, sendo o país com maior número de radares de fiscalização, apesar de ser o terceiro país que mais registra mortes no trânsito, uma média de 40 mil por ano entre 2010 e 2019.
Um estudo da fintech Zignet em parceria com a Unicamp, constatou que foram registradas mais de 49,2 milhões de infrações entre 2021 e 2022, sendo 25,4 milhões (51,6%) por exceder o limite de velocidade ― sendo essa a principal causa de acidentes fatais no país. O Estado de São Paulo foi responsável por 17 milhões dessas autuações, seguido de Minas Gerais com 4,7 milhões. Somente em fevereiro de 2024, o país registrou 200 infrações por hora por uso indevido de faixas exclusivas de ônibus.

#### Ampliação

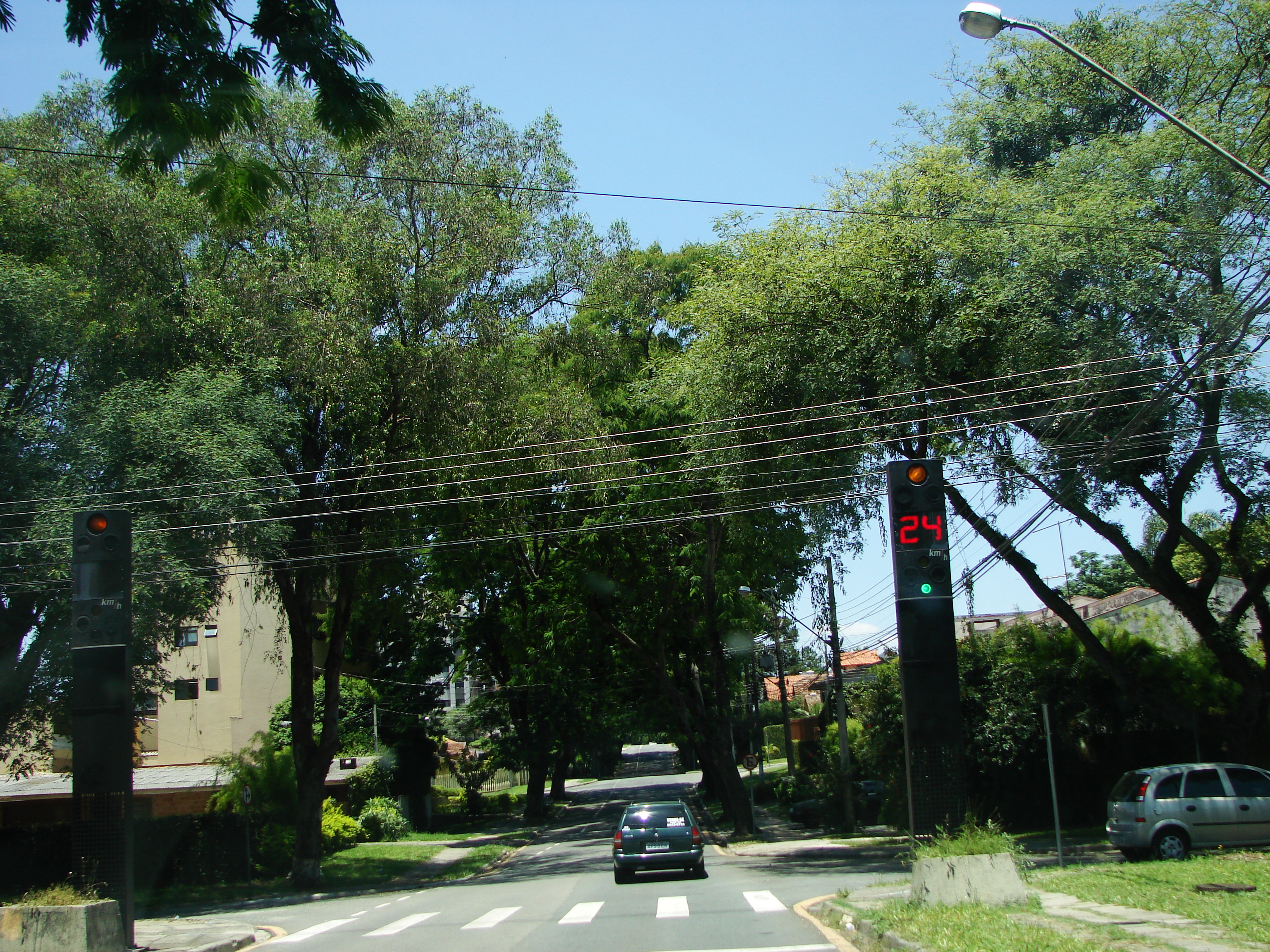
Lombada eletrônica no perímetro urbano de Curitiba, Paraná

Em agosto de 1992, o primeiro equipamento de fiscalização eletrônica do país entrou em operação em Xaxim, Curitiba, Paraná.
Em janeiro de 1996, os primeiros radares do Estado do Rio de Janeiro, instalados pelo Departamento de Estradas de Rodagem do Rio de Janeiro (DER-RJ), começaram a operar na Linha Vermelha; em 1997 o equipamento é desativado e, posteriormente, todas as infrações anuladas. Em 2001, o Departamento Nacional de Estradas de Rodagem (DNER) instala equipamentos em rodovias federais no Estado.
Em fevereiro de 1997, os primeiros radares da cidade de São Paulo começaram a operar. Em 2001, os equipamentos registraram mais de 1,2 milhão de multas, uma a cada 26 segundos. Em 2010, a cidade já contava com 452 equipamentos de fiscalização; atualmente são cerca de 900 radares ativos. A cidade registrou 4,8 milhões de infrações em 2024.
Em 1999, os primeiros radares da cidade do Rio de Janeiro começaram a operar no Aterro do Flamengo, Avenida Brasil, Túnel Rebouças e Linha Amarela, mais tarde, em 2001, um Decreto Municipal cancelou as infrações dos anos de 1999 e 2000. Em 2006, o município já contava com mais de 80 equipamentos em operação; atualmente conta com cerca de 980 radares ativos.
Em 2003, os primeiros radares começaram a operar em Niterói (RJ).